# Bomba nuclear Mark 7
Mark 7 "Thor" (o Mk-7') fue la primera bomba nuclear táctica adoptada por las fuerzas armadas de Estados Unidos. También fue la primera arma lanzada usando el método de sacudida con ayuda del sistema de bombardeo de baja altitud (LABS). El arma fue probada en la Operación Buster-Jangle. Para facilitar el transporte externo por cazabombarderos, la Mark 7 estaba equipada con aletas estabilizadores retráctiles. La Mark 7 era un arma del tipo cápsula con potencia variable seleccionable con elementos fisionables de (Uranio-235) almacenados en un contenedor separado. La cabeza de guerra Mark 7 (W7) también formó la base para el cohete BOAR de 30,5 pulgadas (77,5 cm), la carga de profundidad nuclear Mark 90 Betty, y los misiles balísticos MGM-5 Corporal y MGR-1 Honest John. También fue entregado para ser usado por el bombardero Canberra de la Real Fuerza Aérea Británica asignados a la OTAN en Alemania bajo el mando del SACEUR. Esto fue hecho bajo los auspicios del Proyecto E – un acuerdo entre Estados Unidos y el Reino Unido que le permitía  la RAF (Royal Air Force, en castellano: Real Fuerza Aérea Británica) transportar armas nucleares de Estados Unidos. La Mark 7 estuvo en servicio desde el año 1952 al año 1968, siendo producidas entre 1.700 y 1.800 unidades.

## Ejemplares supervivientes

Diagrama del sistema de implosión como el utilizado en el Mk7.

Una estructura Mark 7 está en presentación en el hangar de la Guerra Fría del Museo Nacional de la Fuerza Aérea de Estados Unidos en Dayton (Ohio).

## Especificaciones
- Largo: 15,2 pies (4,6 m)
- Diámetro: 2,5 pies (0,8 m)
- Peso: 1.680 libras (764 kg)
- Activación de la espoleta: explosión aérea o de contacto
- Potencia: potencia variable entre  8 y 61 kilotones

## Usuarios

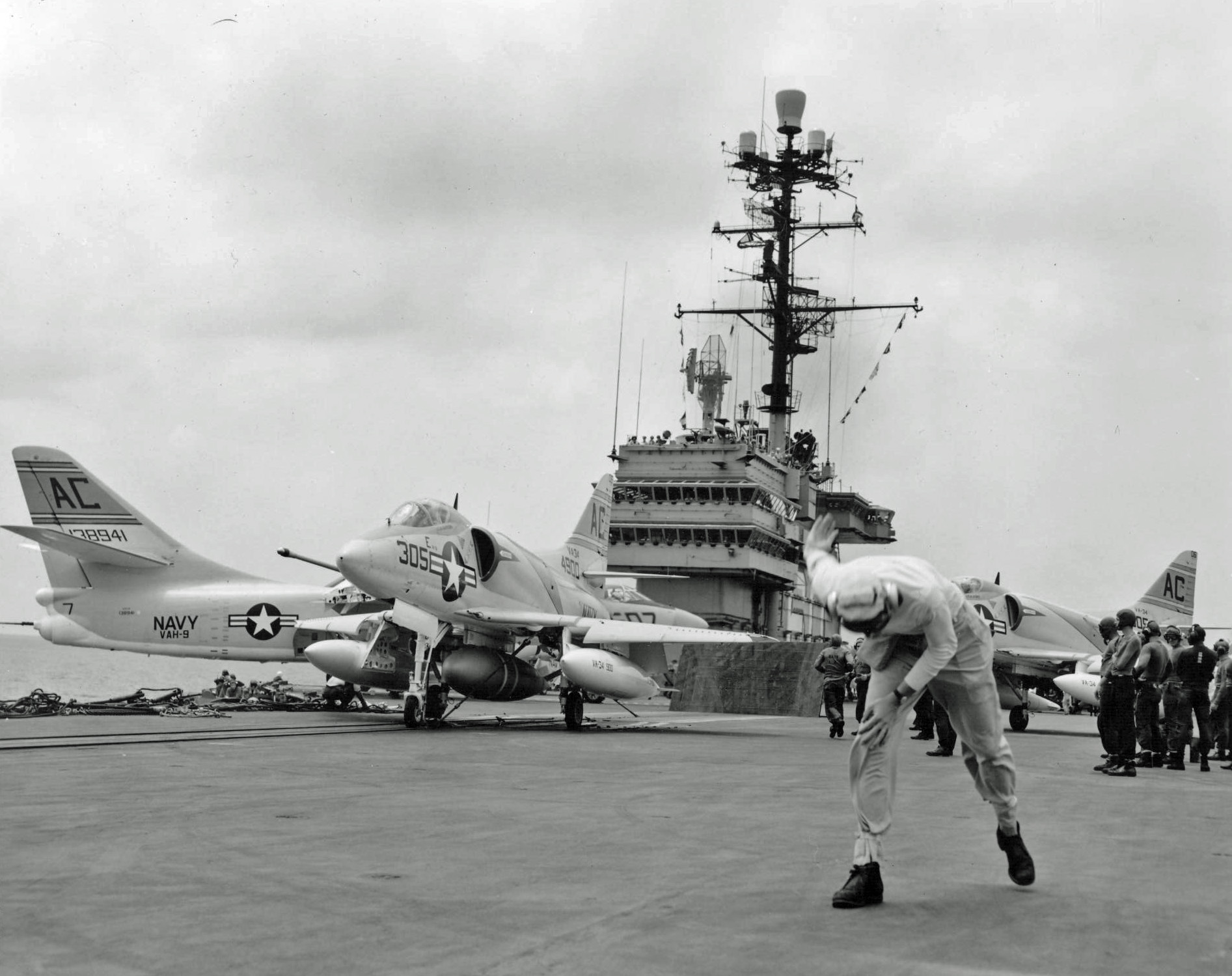
Un Douglas A4D-2 transportando una bomba Mk 7 posado sobre la cubierta del USS Saratoga a principios de los 60.

- English Electric Canberra (Real Fuerza Aérea Británica)
- Douglas F3D-2B Skyknight
- Douglas A-1 Skyraider
- Douglas A-3 Skywarrior
- Douglas A-4 Skyhawk
- Martin B-57 Canberra
- McDonnell F2H Banshee
- McDonnell F3H Demon
- McDonnell F-101 Voodoo
- North American FJ Fury
- North American B-45 Tornado
- North American F-100 Super Sabre
- Republic F-84 Thunderjet